# Pseudohydryphantes orbicularis
Pseudohydryphantes orbicularis är en kvalsterart som beskrevs av Marshall 1929. Pseudohydryphantes orbicularis ingår i släktet Pseudohydryphantes och familjen Pseudohydryphantidae. Inga underarter finns listade i Catalogue of Life.